# Genista angustifolia
Genista angustifolia är en ärtväxtart som beskrevs av Schischkin. Genista angustifolia ingår i släktet ginster, och familjen ärtväxter. Inga underarter finns listade i Catalogue of Life.